# Gustave Canet
Gustave Canet, född 1846, död 1908, var en fransk ingenjör.
Canet var från 1890-talet ledare för vapenverkstaden i Harfleur nära Le Havre, tillhörig firman Forges et chantiers de la Méditerranée. Efter verkstadens övergång i firman Schneider & co:s ägo (1897) ledde Canet denna firmas artillerikonstruktioner, som fick benämningen contruction Schneider-Canet.